# Sphinx chisoya
Sphinx chisoya ist ein Schmetterling (Nachtfalter) aus der Familie der Schwärmer (Sphingidae). Die Art ist nahe mit Sphinx libocedrus verwandt, ihre genaue taxonomische Stellung ist aber noch weitgehend unklar. Sphinx chisoya ist bisher nur aus Texas bekannt. 

## Merkmale
Die Falter haben eine Vorderflügellänge von 29 bis 34 Millimetern. Die Oberseite der Vorderflügel ist dunkelgrau bis blaugrau und hat schmale schwarze Striche. Die dunkle Submarginalbinde ist gewellt und wird von einem hellgrauen Strich flankiert. Die Oberseite der Hinterflügel ist dunkelgrau und hat zwei undeutliche, hellgraue Binden. Es sind bisher nur sehr wenige Tiere gefangen worden, weswegen die Variabilität der Art unbekannt ist. Die Illustration des Holotypus der Art und die Erstbeschreibung legen nahe, dass das Exemplar einen violetten Schimmer aufwies.
Die Raupen haben schräge, weiße Seitenstreifen, die zum Rücken hin violett gerandet sind. Da bisher nur wenige Exemplare gefunden wurden, ist eine genaue Abgrenzung zu den ähnlichen Raupen von Sphinx libocedrus im Hinblick auf eine mögliche Variabilität nicht möglich.

## Vorkommen
Die Art ist bisher nur aus Texas bekannt. Eine Meldung der Art aus Arizona ist auf eine Verwechslung mit Sphinx libocedrus zurückzuführen. Die Art wurde seit den 1960er Jahren nur dreimal in Brownsville, zweimal im Bentsen-Rio Grande Valley State Park in Hidalgo County und einmal nahe dem Falcon State Park in Starr County nachgewiesen.

## Lebensweise
Die Raupen ernähren sich aller Wahrscheinlichkeit nach von Fraxinus berlandieriana und Forestiera angustifolia aus der Familie der Ölbaumgewächse (Oleaceae).

## Belege